# Eliá (Héraklion)
Eliá, en grec moderne : Ελιά, est un village du dème de Chersónissos, dans le district régional de Héraklion, de la Crète, en Grèce. Selon le recensement de 2001, la population d'Eliá compte 652 habitants. Il est situé à une altitude de 230 m.